# Poměr cena/výkon
V ekonomii a inženýrství, poměr cena/výkon označuje schopnost produktu dodat výkon jakéhokoliv druhu za svou cenu. V obecném smyslu produkty s vyšším poměrem cena/výkon jsou žádanější, kromě jiných faktorů.
Cena/výkon se často píše jak "cena-výkon" nebo "náklady-výkon". I když tento termín možno vnímat jak přímý poměr, když je cenový výkon zlepšen, lepší, nebo zvýšený, to aktuálně značí výkon dělený cenou, jinými slovy přesně opačný poměr k hodnocení produktu jak mající zvýšenou cenu/výkon. Na vyhnutí se nedorozumění, slovo poměr se často vypouští nebo se použije pomlčka. Technické a informační publikace jsou často nedůsledné v prostředkování změn v těchto záležitostech.
U produktů v PC segmentů jde většinou o výkon v aplikacích/hrách či teoretický výkon (GFLOPS, ...).